# Dövényi Nagy Lajos
Dövényi Nagy Lajos (Szihalom, 1906. december 12. – Budapest, 1964. december) író, újságíró, rádióbemondó.

## Életpályája
Szülei Dövényi Nagy Lajos és Kakuk Erzsébet. 1929–1934 között az Eger című politikai napilap segédszerkesztője, 1930-1931 között a Magyarság tudósítója. 1934. június 25-én Egerben házasságot kötött Fellner Olga Máriával. 1934-1938 között Milotay István lapjának, az Új Magyarságnak belső munkatársa, 1939-1944 között a jobboldali Esti Újság segédszerkesztője, 1943-1945 között Az Ország című nemzetpolitikai hetilap szerkesztője. Főleg történelmi tárgyú karcolatokat és elbeszéléseket írt jobboldali napi- és hetilapokba.
1938-tól a Magyar Rádió bemondója és tudósítója. Tudósított például az 1938-as budapesti Eucharisztikus világkongresszusról, valamint az első és második bécsi döntés révén visszatért országrészekre való bevonulásról. Marschalkó Lajos Tiszaeszlár – a magyar fajvédelem hőskora című tanulmánya alapján Patkós Györggyel egy dokumentumfilm forgatókönyvét írta meg a tiszaeszlári „rituális gyilkosságról”.
1939-től az Új Magyarság közölte folytatásokban Bolyongás Kazár földön című cikksorozatát, 1941-től pedig a Rajniss Ferenc alapította és szerkesztette Magyar Futárban jelent meg több elbeszélése, és a Tarnopolból indult el… című regénye, mely egy galíciai ortodox zsidó család fiúgyermekének, Brandstein Judának élettörténete a 19. század végétől az 1930-as évek derekáig. Bozóky Alajos és Vájta Ferenc politikai hetilapja, Az Ország is közölt tőle tárcákat, s ugyanitt jelent meg a cári Oroszország végnapjait, a Szovjet-Oroszország politikai viszonyait leleplező, könyv alakban szintén kiadatlan regénysorozata, a Kaganovicsok. (Már megjelent kiadásban, Gede Testvérek gondozásában.) Tárcáival és elbeszéléseivel éppoly népszerűségre tett szert, mint regényeivel. Hortobágyi Jenő Keresztény Magyar Közéleti Almanachja így méltatta 1940-ben: „Mint író, egyik legzamatosabb magyarságú és nagy közkedveltségnek örvendő szereplője a magyar írótársadalomnak.”
Könyveit az Ideiglenes Nemzeti Kormány 530/1945. M. E. számú rendelete bezúzásra ítélte. Aki nem szolgáltatta be könyveit, „kihágást” követett el: „nyolcezer pengőig terjedő” pénzbüntetésben és „háború idején hat hónapig terjedő elzárás”-ban részesült. 1945-ben vidéken bujkált, de elfogták. A Népbíróságok Országos Tanácsa (NOT), a második világháború alatti tevékenységéért és írásaiért 1945. október 13-án kötél általi halálra ítélte. Az indoklás szerint „háborús főbűnös” volt. Kegyelmi kérését a NOT elutasította, majd 1945. november 28-án megerősítette a halálos ítéletet. Veres Péter közbenjárására azonban 1946. január 7-én „államelnöki kegyelemben” részesült, így életfogytiglani börtönre, kényszermunkára módosult a halálbüntetés.
Személye és életműve az akkori baloldali sajtó állandó támadási célpontjának számított. Szirmai Rezső Fasiszta lelkek című beszélgetésgyűjteményében (1946) „mészárlásra uszító, elvakult, őrjöngő eszmék” terjesztőjeként, Klár Zoltán, a Társadalmunk című marxista szemle főszerkesztője  „emberbőrbe bújt vadállat”-ként és „Szálasi íródeákja”-ként emlegette, Stern Samu pedig kijelentette: „Ez az alak több hívet szerzett a magyarországi antiszemitizmusnak, mint Hitler!”.
1956-ban a forradalom alatt kiszabadult a Markó utcai fegyházból. 1957-ben önként jelentkezett a bíróságon. 1963-ban kiengedték a börtönből. 1964 decemberében gégerákban hunyt el Budapesten, a zsidó szeretetkórházban.

## Művei
- Felhőszakadás, 1934
- Ősztől őszig, 1940
- Tarnopolból indult el, 1941; Gede, Budapest, 2001, ISBN 9639298190
- Párbaj a tengeren, 1941
- Szigettől Zágonig, 1941
- Vérben és vasban, 1941
- A váraljai csoda, 1942
- Állóvíz, Stádium, Budapest, 1942
- És üzen az élet, 1942
- Tessedik, a kalászosok mestere, Mezőgazdasági Művelődési Társaság, Budapest, 1942
- Vérrel folyó Kubán vize, 1942
- A halál kalandora, 1943
- A pekingi titok, 1943
- A végzet beleszól, 1943
- Emberek a fergetegben, 1943
- Hatvan nap boldogság, 1943
- Hárman a végzet ellen, 1943
- Végzetes játék, 1943
- A múmia titka, 1944